# Gare d'Otta
La gare d'Otta est une gare ferroviaire de la ligne de Dovre. La gare se situe dans le village d'Otta qui est rattaché à la commune de Sel, et à 297.24 km d'Oslo.  
À côté de la gare se trouve un dépôt pour les locomotives. À l'époque où le transport se faisait par locomotive à vapeur, celle-ci était changée à Otta afin de poursuivre le voyage jusqu'à Trondheim. Il en était de même sur la ligne de Bergen où le changement de locomotive se faisait à la gare d'Ål.